# Beozia (unità periferica)
La Beozia (in greco Βοιωτία?) è una delle cinque unità periferiche (in greco Περιφερειακή ενότητα Βοιωτίας?) in cui è suddivisa la periferia della Grecia Centrale. Il capoluogo è Livadeia.

## Prefettura di Beozia
La regione confina ad ovest con la Focide, a nord con la Ftiotide, a sud con il golfo di Corinto e ad est con il mar Egeo. Le principali risorse economiche sono legate all'agricoltura e all'allevamento. Importante anche l'estrazione di marmo.
La Beozia era una prefettura della Grecia, abolita a partire dal 1º gennaio 2011 a seguito dell'entrata in vigore della riforma amministrativa detta piano Kallikratis.
La riforma amministrativa ha anche modificato la struttura dei comuni che ora si presenta come nella seguente tabella:

Comuni (dal 2010): 1- Livadeia; 2- Aliartos; 3- Distomo-Arachova-Antikyra; 4- Tebe; 5- Orcomeno; 6- Tanagra.

| Nuovi comune              | Vecchio comune | Sede       |
| ------------------------- | -------------- | ---------- |
| Aliartos                  | Aliartos       | Aliartos   |
| Aliartos                  | Thespies       | Aliartos   |
| Distomo-Arachova-Antikyra | Distomo        | Distomo    |
| Distomo-Arachova-Antikyra | Arachova       | Distomo    |
| Distomo-Arachova-Antikyra | Antikyra       | Distomo    |
| Livadeia                  | Livadeia       | Livadeia   |
| Livadeia                  | Davleia        | Livadeia   |
| Livadeia                  | Koroneia       | Livadeia   |
| Livadeia                  | Kyriaki        | Livadeia   |
| Livadeia                  | Cheronea       | Livadeia   |
| Orcomeno                  | Orcomeno       | Orcomeno   |
| Orcomeno                  | Akraifnia      | Orcomeno   |
| Tanagra                   | Tanagra        | Schimatari |
| Tanagra                   | Dervenochori   | Schimatari |
| Tanagra                   | Oinofyta       | Schimatari |
| Tanagra                   | Schimatari     | Schimatari |
| Tebe (Thiva)              | Tebe           | Tebe       |
| Tebe (Thiva)              | Vagia          | Tebe       |
| Tebe (Thiva)              | Thisvi         | Tebe       |
| Tebe (Thiva)              | Plataies       | Tebe       |

### Precedente suddivisione amministrativa
Dal 1997, con l'attuazione della riforma Kapodistrias, la prefettura della Beozia era suddivisa in 18 comuni e 2 comunità.

Comuni della Beozia (fino al 2010): 1- Livadeia; 2- Akraifnia; 3- Aliartos; 4- Arachova; 5- Vagia; 6- Davleia; 7- Dervenochori; 8- Distomo; 9- Thespies; 10- Tebe; 11- Thisvi; 12- Koroneia; 13- Oinofyta; 14- Orcomeno; 15- Plataies; 16- Schimatari; 17- Tanagra; 18- Cheronea; 19- Antikyra; 20- Kyriaki

| Comune       | codice YPES | Capoluogo (se differente) | Codice postale |
| ------------ | ----------- | ------------------------- | -------------- |
| Akraifnia    | 0801        | Akraifnio                 | 322 00         |
| Aliartos     | 0802        |                           | 322 01         |
| Arachova     | 0804        |                           | 320 04         |
| Cheronea     | 0820        |                           | 321 00         |
| Davleia      | 0806        |                           | 320 08         |
| Dervenochori | 0807        | Pyli                      | 190 12         |
| Distomo      | 0808        |                           | 320 05         |
| Koroneia     | 0812        | Agios Georgios            | 320 07         |
| Livadeia     | 0814        |                           | 321 00         |
| Oinofyta     | 0815        |                           | 320 11         |
| Orcomeno     | 0816        |                           | 323 00         |
| Plataies     | 0817        | Kaparelli                 | 322 00         |
| Schimatari   | 0818        |                           | 320 09         |
| Tanagra      | 0819        | Arma                      | 322 00         |
| Tebe         | 0810        |                           | 322 00         |
| Thespies     | 0809        |                           | 320 02         |
| Thisvi       | 0811        | Domvraina                 | 320 10         |
| Vagia        | 0805        |                           | 320 02         |
| Comunità     | codice YPES | Capoluogo (se differente) | Codice Postale |
| Antikyra     | 0803        |                           | 320 12         |
| Kyriaki      | 0813        |                           | 320 06         |